# 芒特奈-蒙兰
芒特奈-蒙兰（法語：Mantenay-Montlin，法語發音：[mɑ̃tnɛ mɔ̃lɛ̃]）是法国东部安省的一个市镇，属于布雷斯地区布尔格区。该市镇于1807年由原市镇芒特奈（Mantenay）和蒙兰（Montlin）合并而成。

## 地理
芒特奈-蒙兰（46°25'28"N, 5°5'54"E）面积10.8 平方千米，位于法国奥弗涅-罗讷-阿尔卑斯大区安省，该省份为法国东部省份，北起汝拉省，西北接索恩-卢瓦尔省，西接罗讷省和里昂大都会，南至伊泽尔省，东与萨瓦省、上萨瓦省和瑞士接壤。
与芒特奈-蒙兰接壤的市镇（或旧市镇、城区）包括：库尔特、莱舍鲁、雷苏兹河畔圣让、雷苏兹河畔圣于连、圣尼济耶勒布舒、圣特里维耶-德库尔特、塞尔维尼亚。

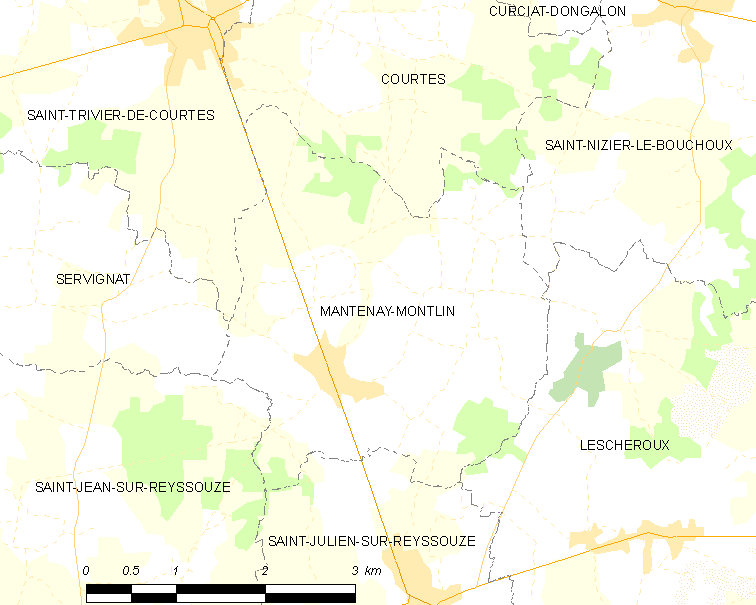
芒特奈-蒙兰的OSM定位图

芒特奈-蒙兰的时区为UTC+01:00、UTC+02:00（夏令时）。

## 行政
芒特奈-蒙兰的邮政编码为01560，INSEE市镇编码为01230。

## 政治
芒特奈-蒙兰所属的省级选区为勒普隆日县。

## 人口

1962-2008年间芒特奈-蒙兰人口变化图示

芒特奈-蒙兰于2022年1月1日时的人口数量为320人。